# Piwigo
Piwigoはウェブサーバ上で動作するWeb写真ソフトウェア。エクステンションを用いることで自由にカスタマイズすることが可能である。

## 概要
ウェブベースで動作するフリーでオープンソースなFOSSシステムである。FlickrやPicasaとは異なる。
GPLライセンスの下で配布されており、PHPで書かれている。動作にはMySQLデータベースを必要とし、ウェブサーバにインストールすることができる。

## 歴史
2001年、Piwigo（初期の名前はPhpWebGalleryだった）はPierrick Le Gallの個人的なプロジェクトとして書かれたもので、大学のウェブサイトにあったオープンソースのウェブフォーラムphpBBに触発されて、プロジェクトコミュニティを始めるためにGPLでライセンスし、Piwigoを配布した。最初のバージョンは2002年の4月にリリースされた。
- 2002年 : 多言語対応。
- 2004年 : チームによる共同開発を行うためバグトラッカーを導入する。
- 2005年 : online extension managerを作り、エクステンションの共有が簡単になる。
- 2006年 : テーマがカスタマイズが可能となる。
- 2007年 : 機能拡張のためのプラグイン機能を導入する
- 2009年 : PhpWebGalleryからPiwigoに名称変更する。また"pLoader"（Piwigo Uploade）によってWindows、Mac、Linuxユーザによるアップロードが簡単になる。
- 2010年 : digiKam、Shotwell、LightroomからPiwigo galleryにアップロードできるようになる。Piwigo 2.1 から機能が強化されたアップローダーが提供され、ホスティングサービスであるPiwigo.comが開始される。
- 2013年 : Piwigoチームメンバーが10名、翻訳者が100名となり、12の言語で利用可能なウェブサイトとコミュニティができる。
- 2014年 : バージョン2.6.3がリリースされる。
- 2022年 : バージョン13がリリースされる。

## 主な特徴
写真の追加
写真はウェブフォームやFTPクライアントの他、digiKam、Picasa、Shotwell、Lightroom、iPhotoを用いてもアップロードできる。またiPhone/iPad, AndroidやWindows Phoneといったモバイルアプリケーションにも対応している。
マルチサイズ対応
各写真はスマートフォンサイズからHDTVサイズの解像度まで合わせるために、XXSからXXLの9種類のサイズを使用することができる。
ウォーターマーク
不正なコピーの利用を防ぐため、自動的にすべての写真に電子透かしを入れることができる。
アルバム
各画像は1つ以上の複数のアルバムに紐付けられる。アルバムには無制限の階層を設定することができる。
タグ付け
写真にタグを設定し、タグや複数の関連タグによって写真を閲覧することができる。
カレンダー
EXIFメタデータを抽出することで、年月日ごとに写真を表示することができる。
テーマ
画像ギャラリーの見た目をテーマによって定義することができる。プロジェクトコミュニティでは様々なテーマが提供されている。
プラグイン
プラグインによって機能拡張ができる。プラグインの例: YouTube、Vimeo、Dailymotion、Google Maps、Lightboxによる写真表示など。
アクセス制御
管理者によって写真やアルバムなどに様々な段階のアクセス制御を設定することができる。
通知機能
RSSフィーダーや各種SNS（Twitter、Facebook、Google+等）を通じて、変更や更新をユーザーに通知することができる。
動画再生
無料で使えるエクステンションを用いて、動画ファイルを扱うこともできる。

## 利用方法
Piwigoはホスティングサーバ環境に様々な方法でインストールすることができる。Piwigo.orgから最新バージョンとして、ソースコードを含めたファイル全体をアップロードすることもできる他、単一のPHPファイルによるネットインストール機能を用いて自動的にインストールすることもできる。
DebianやUbuntuなどのLinuxディストリビューションではパッケージ管理システムであるAPTなどを使ってインストールすることもできた。
レンタルサーバサービスにおいてはPiwigoの自動インストールサービスを提供しているところもある。
Piwigo.comのようなホスティングサーバサービスにおいては、ユーザが自分のサーバにインストールすることなく、オンライン上で簡単に利用できる機能を提供している。